# Nicole Hulin
Pour les articles homonymes, voir Hulin (homonymie).
Nicole Hulin, née Nicole Jung, le 6 novembre 1935 et morte le 4 décembre 2023, est une physicienne et historienne des sciences française.

## Biographie
Nicole Hulin est ancienne élève de l’École normale supérieure de jeunes filles de Sèvres, a obtenu l'agrégation masculine (par dérogation spéciale) de sciences physiques en 1959, un doctorat de l’EHESS en 1986 sous la direction d'Ernest Coumet, et une habilitation à diriger des recherches à l'EHESS en 1992.
Elle est maître de conférences honoraire de l'Université Pierre-et-Marie-Curie, membre du Comité scientifique de l’ASEISTE et membre du Comité national français d’histoire et philosophie des sciences, élue en 2009.
Nicole Hulin était mariée avec le physicien Michel Hulin, avec lequel elle a publié plusieurs ouvrages. Ils reposent au cimetière d'Ivry.

## Publications
- L’Organisation de l’enseignement des sciences. La voie ouverte par le Second Empire., Paris, Comité des travaux historiques et scientifiques, 1989.
- Les Sciences au lycée. Un siècle de réformes des mathématiques et de la physique en France et à l’étranger, dirigé par Bruno Belhoste, Hélène Gispert et Nicole Hulin, Paris, Vuibert et INRP, 1996.
- Physique et humanités scientifiques. Autour de la réforme de l’enseignement de 1902. Études et documents, Villeneuve d’Ascq, Presses universitaires du Septentrion, 2000.
- Études sur l’histoire de l’enseignement des sciences physiques et naturelles, Les cahiers d’histoire et de philosophie des sciences n°49, Lyon, ENS Éditions, 2001.
- Sciences naturelles et formation de l’esprit. Autour de la réforme de l’enseignement de 1902. Études et documents, Villeneuve d’Ascq, Presses universitaires du Septentrion, 2002.
- Les Femmes et l’enseignement scientifique, postface de Claudine Hermann, Paris, PUF, collection Science, Histoire, Société dirigée par Dominique Lecourt, 2002.
- L’Enseignement et les Sciences. L’exemple français au début du XXe siècle., préface de Dominique Julia, Paris, Vuibert, 2005.
- Science et enseignement. L’exemple de la grande réforme des programmes des lycées au début du XXe siècle., dirigé par Hélène Gispert, Nicole Hulin et Marie-Claire Robic, préface de Pierre Caspard, Paris, Vuibert et INRP, 2007.
- L’Enseignement secondaire scientifique en France d’un siècle à l’autre (1802-1980). Évolution, permanences et décalages., préface d’Hélène Gispert et postface de Jean-Pierre Kahane, Lyon, INRP, 2007.
- Les Femmes, l’enseignement et les sciences. Un long cheminement: XIXe-XXe siècle., postface de Claudine Hermann, Paris, L’Harmattan, collection Histoire des sciences humaines dirigée par Claude Blanckaert, 2008.
- L’Enseignement et les sciences. Les politiques de l’éducation en France au début du XXe siècle., préface de Dominique Julia, Paris, L’Harmattan, collection Histoire des sciences humaines dirigée par Claude Blanckaert, 2009.
- Culture scientifique et humanisme. Un siècle et demi d’engagement sur le rôle et la place des sciences., préface par Yves Quéré, Paris, L’Harmattan, collection Histoire des sciences humaines dirigée par Claude Blanckaert, 2011.
- Les Sciences naturelles. Histoire d’une discipline du XIXe au XXe siècle., préface par Michel Morange, Paris, L’Harmattan, collection Histoire des sciences humaines dirigée par Claude Blanckaert, 2014.
- Le savant et le professeur. La physique au XXe siècle et la Commission Lagarrigue, préface de Michel Blay, Paris, L'Harmattan, 2016.

## Édition scientifique
- Michel Hulin, Le Mirage et la nécessité. Pour une redéfinition de la formation scientifique de base., Paris, Presses de l’École normale supérieure, éditions rue d’Ulm et Palais de la découverte, 1992.